# Let's Pollute
Let's Pollute é um curta-metragem de animação de 2010 dirigido por Geefwee Boedoe. Como reconhecimento, foi nomeado ao Oscar 2011 na categoria de Melhor Animação em Curta-metragem.